# Liste der Biografien/Hee
Liste der Biografien |
Portal Biografien |
Personensuche
# |
A |
B |
C |
D |
E |
F |
G |
H |
I |
J |
K |
L |
M |
N |
O |
P |
Q |
R |
S |
T |
U |
V |
W |
X |
Y |
Z |
?
 
Ha |
Hd |
He |
Hi |
Hj |
Hk |
Hl |
Hm |
Hn |
Ho |
Hr |
Hs |
Ht |
Hu |
Hv |
Hw |
Hy
 
Hea |
Heb |
Hec |
Hed |
Hee |
Hef |
Heg |
Heh |
Hei |
Hej |
Hek |
Hel |
Hem |
Hen |
Heo |
Hep |
Heq |
Her |
Hes |
Het |
Heu |
Hev |
Hew |
Hex |
Hey |
Hez
Die Liste der Biografien führt alle Personen auf, die in der deutschsprachigen Wikipedia einen Artikel haben. Dieses ist eine Teilliste mit 322 Einträgen von Personen, deren Namen mit den Buchstaben „Hee“ beginnt.

## Hee
- Heé, Barbara (* 1957), Schweizer Malerin, Zeichnerin, Fotografin und Plastikerin
- Hee, Hans (1924–2009), deutscher Autor, Komponist und TextdichterHans Hee (1924–2009)

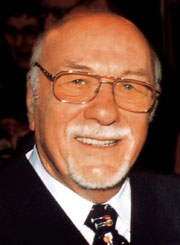
Hans Hee (1924–2009)

- Hee, Kees van (* 1946), niederländischer Informatiker
- Heé, Krispin (* 1979), Schweizer Grafikdesignerin
- Heé, Nadin, deutsche Japanologin und Hochschullehrerin
- Hee, Søren (1706–1756), dänischer Arzt und Mitglied der Leopoldina
- Hee, Terry (* 1995), singapurischer Badmintonspieler

### Heeb
- Heeb, Adolf (* 1940), liechtensteinischer Radrennfahrer und Politiker (VU)
- Heeb, Armando (* 1990), liechtensteinischer Fussballspieler
- Heeb, Barbara (* 1969), Schweizer Radrennfahrerin
- Heeb, Bernhard (* 1976), deutscher Prähistoriker
- Heeb, Birgit (* 1972), liechtensteinische Skirennläuferin
- Heeb, Franz J. (* 1948), liechtensteinischer Politiker
- Heeb, Friedrich (1884–1958), Schweizer Schriftsetzer und Politiker
- Heeb, Fritz (1911–1994), Schweizer Jurist und Politiker
- Heeb, Jonas (* 1997), Schweizer Politiker (Grüne)
- Heeb, Lorenz (* 1949), liechtensteinischer Politiker
- Heeb, Martin (* 1969), liechtensteinischer Fußballspieler
- Heeb, Reiner (1935–2023), deutscher Landrat
- Heeb, Sarina (* 2003), Schweizer Fußballspielerin
- Heeb-Fleck, Claudia (* 1959), liechtensteinische Historikerin und Politikerin (Freie Liste)
- Heeb-Kindle, Carmen (* 1985), liechtensteinische Politikerin (VU)

### Heec
- Heeck, Johannes van (* 1579), niederländischer Arzt, Naturforscher, Alchemist und Astrologe
- Heeckeren van Kell, Willem van (1815–1914), niederländischer Politiker

### Heed
- Heed, Tim (* 1991), schwedischer Eishockeyspieler
- Heede, Günter (* 1953), deutscher Autor und Trainer für alternative Heilweisen und Metaphysik

### Heeg
- Heeg, Egon (* 1942), deutscher Historiker
- Heeg, Günther (* 1948), deutscher Theaterwissenschaftler und Germanist
- Heeg, Joseph (1881–1916), deutscher Klassischer Philologe und Bibliothekar
- Heeg, Susanne (* 1967), deutsche Geographin
- Heegaard, Poul (1871–1948), dänischer Mathematiker
- Heege, Andreas (* 1957), schweizerisch-deutscher Mittelalter- und Neuzeitarchäologe
- Heege, Heinrich (1909–1978), deutscher Landwirt und Politiker (CDU), MdL
- Heege, Tobias (1864–1937), Landwirt, Gemeinderat und württembergischer Landtagsabgeordneter
- Heeger, Alan J. (* 1936), US-amerikanischer Chemiker und Physiker
- Heeger, Christian-Hendrik (* 1982), deutscher KardiologeChristian-Hendrik Heeger (* 1982)

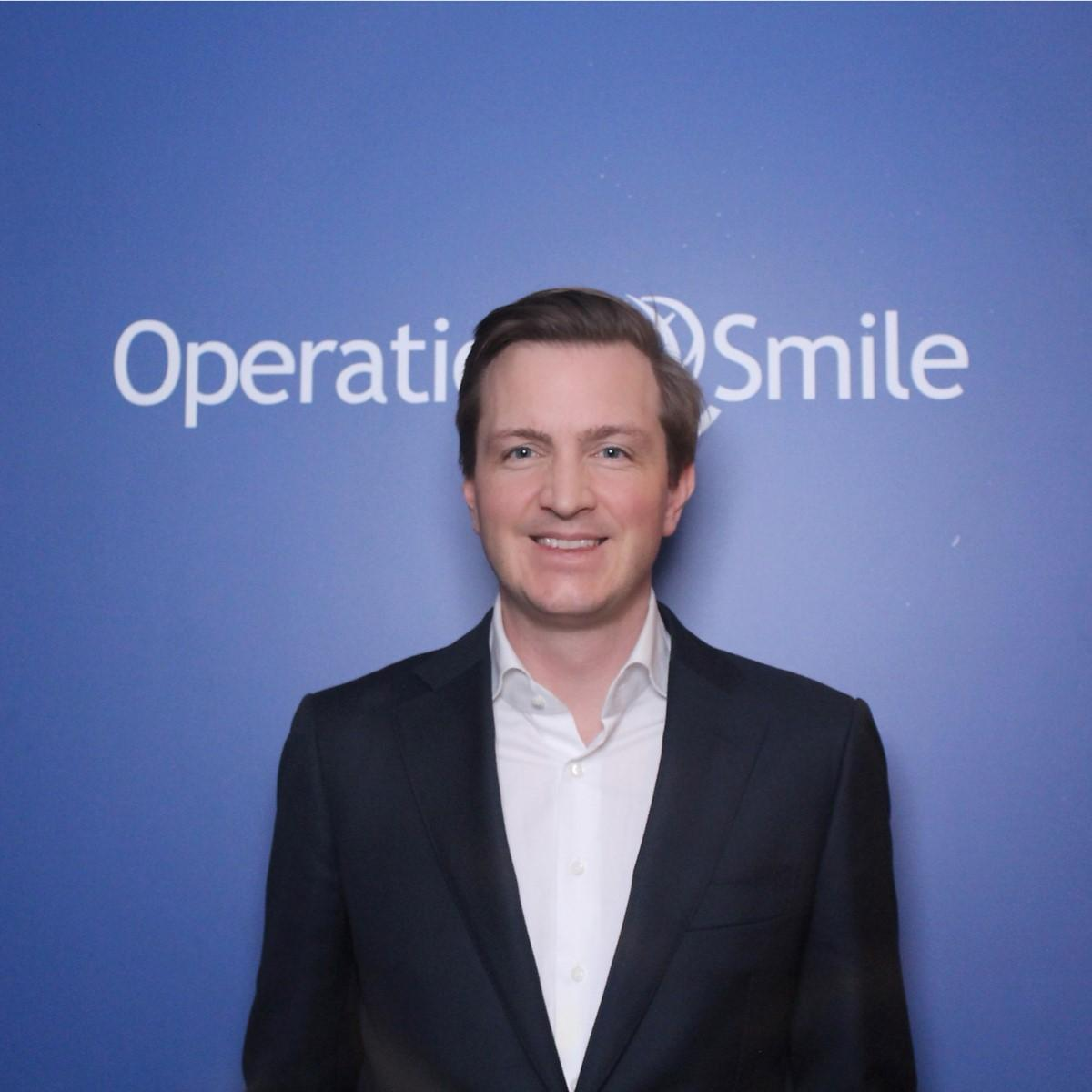
Christian-Hendrik Heeger (* 1982)

- Heeger, Christine (* 1974), österreichische Pianistin
- Heeger, Erich Fürchtegott (1907–1959), deutscher Pflanzenbauwissenschaftler
- Heeger, Georg (1856–1915), deutscher Lehrer, Musikwissenschaftler, Heimatforscher, Politiker, MdL und Botaniker
- Heeger, Niklas (* 2000), deutscher Fußballtorhüter
- Heeger, Robert (1839–1915), deutscher Turnpädagoge
- Heeger, Rudolf (1883–1939), deutsch-böhmischer Sozialdemokrat und Abgeordneter im tschechischen Parlament in Prag (1920–1938)
- Heeger, Simon, deutscher Filmkomponist
- Heeger, Viktor (1858–1935), österreichischer Pädagoge, Dichter und Politiker
- Heegewaldt, Johann David (1773–1850), Geheimer Hofrat
- Heegn, Reinhold (1875–1925), politischer Führer der Donauschwaben in der Vojvodina
- Heegner, Kurt (1893–1965), deutscher Ingenieur, Physiker und Mathematiker

### Heek
- Heek, Marvin van (* 1991), niederländischer Skirennläufer
- Heeke, August (1881–1964), deutscher Gewerkschafter und Politiker (Zentrum, CDU), MdL
- Heekeren, Hauke (* 1971), deutscher Neurowissenschaftler, Hochschullehrer und Präsident der Universität Hamburg
- Heekeren, Heinrich (1931–2004), deutscher Ordensgeistlicher und Generalsuperior der Steyler Missionare
- Heekeren, Josef van (1900–1959), deutscher Maler, Graphiker, Restaurator, Kunstpädagoge und Paramentenkünstler in Essen
- Heekeren, Justin (* 2000), deutscher Fußballtorhüter
- Heekerens, Hans-Peter (* 1947), deutscher Sozialarbeitswissenschaftler
- Heekern, Willy van (1898–1989), deutscher Fotograf
- Heekers, Rudolf (1907–1997), deutscher Keramikkünstler und Maler
- Heeks, Willi (1922–1996), deutscher Rennfahrer

### Heel
- Heel, Carl (1841–1911), deutscher Landschafts- und Marinemaler der Düsseldorfer Schule sowie Zeichenlehrer in Braunschweig
- Heel, David († 1727), deutscher Bildhauer in Kleinpolen
- Heel, Friedrich-Wilhelm (1915–2001), deutscher Brigadegeneral der Bundeswehr
- Heel, Johann (1685–1749), deutscher Maler
- Heel, Marin van (* 1949), Biophysiker und Strukturbiologe
- Heel, Marion, deutsche Fußballspielerin
- Heel, Peter (1696–1767), deutscher Rokokobildhauer
- Heel, Puck van (1904–1984), niederländischer Fußballspieler
- Heel, Werner (* 1982), italienischer Skirennläufer
- Heel, Wim van (1922–1972), niederländischer Hockeyspieler
- Heelan, Edmond (1868–1948), irischer Geistlicher, Bischof von Sioux City
- Heelein, Steven (* 1984), deutscher Komponist und Kirchenmusiker
- Heeley, Courtney (* 1992), US-amerikanische Handball- und Beachhandballspielerin
- Heelton, Kelly (* 1981), deutsch-brasilianische Dragqueen

### Heem
- Heem, Cornelis de, niederländischer Maler von Stillleben
- Heem, Jan Davidsz. de (* 1606), niederländischer MalerJan Davidsz. de Heem (* 1606)

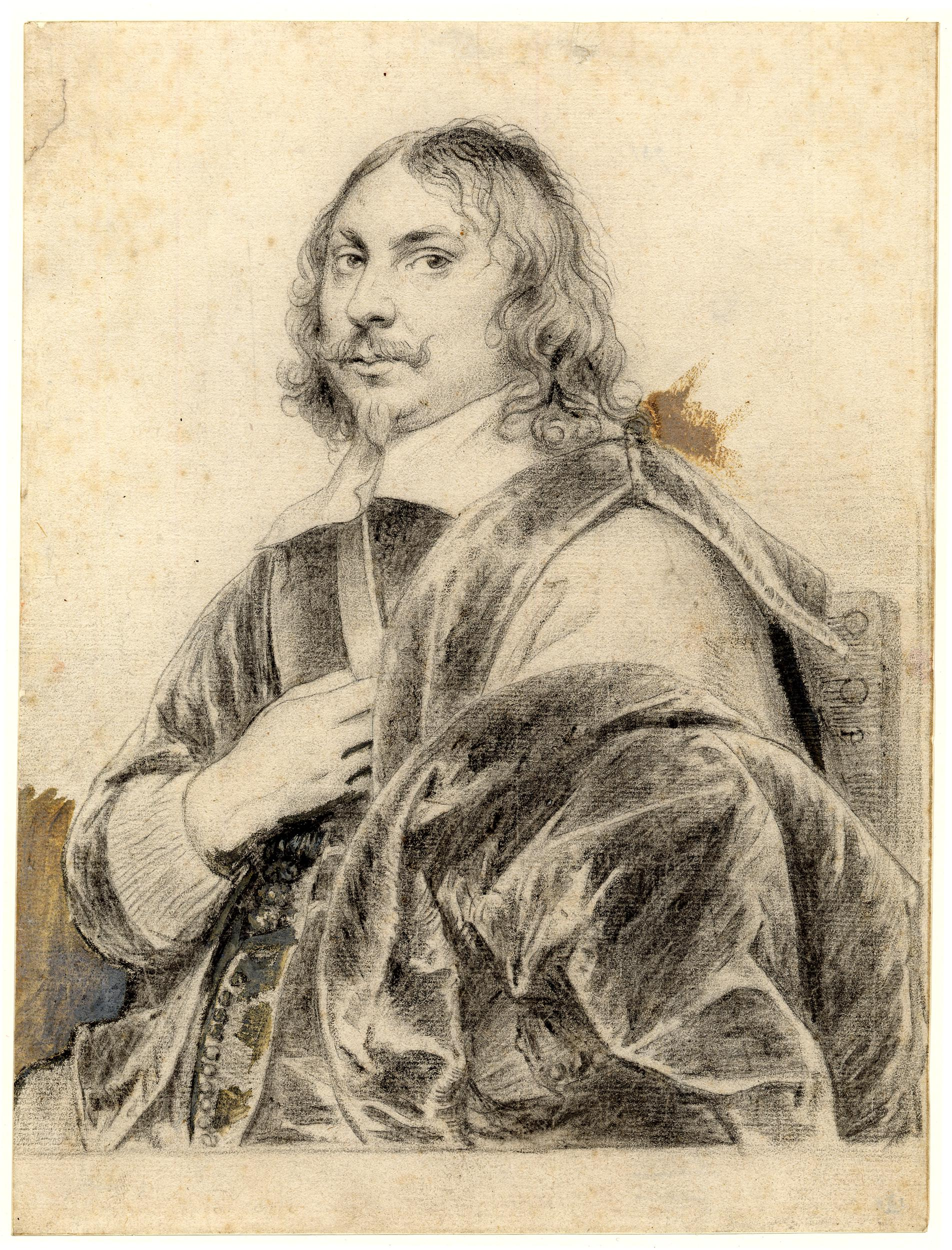
Jan Davidsz. de Heem (* 1606)

- Heemann, Brigitta (* 1949), deutsche Politikerin (SPD), MdL
- Heemeryck, Pieter (* 1989), belgischer Triathlet
- Heemskerck, Coenraad van (1646–1702), niederländischer Diplomat und Politiker
- Heemskerck, Jacoba van (1876–1923), niederländische Malerin
- Heemskerck, Maarten van (1498–1574), niederländischer MalerMaarten van Heemskerck (1498–1574)

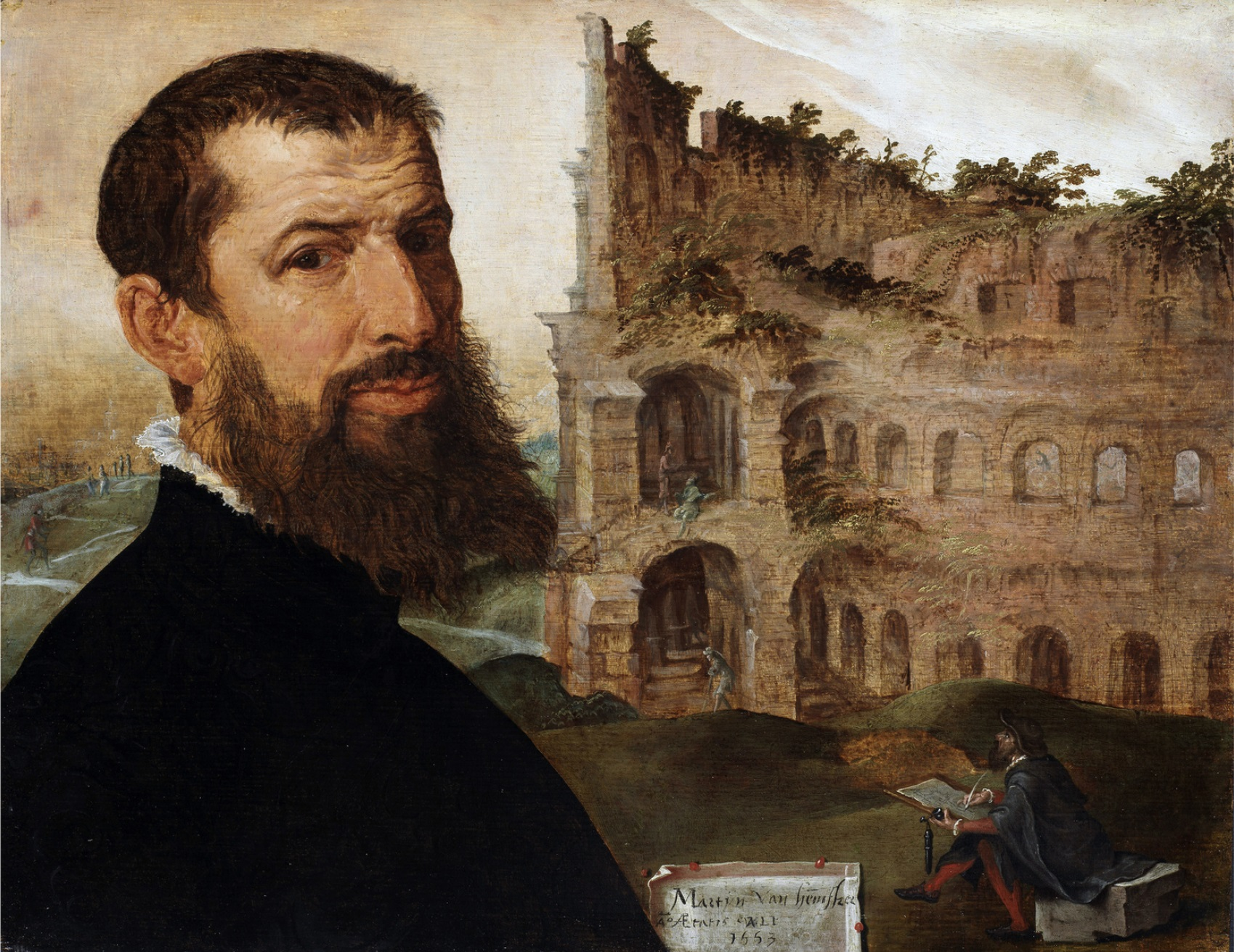
Maarten van Heemskerck (1498–1574)

- Heemskerck, Wilhelm von (1804–1883), deutscher Beamter und Politiker
- Heemskerck, Willem van (1718–1784), holländischer Regent, Verwalter und Politiker; Bürgermeister von Amsterdam
- Heemskerk, Egbert van I (1610–1680), niederländischer Maler
- Heemskerk, Egbert van II († 1704), niederländischer Bauernmaler, Genremaler und Zeichner
- Heemskerk, Egbert van III, Maler
- Heemskerk, Femke (* 1987), niederländische Schwimmerin
- Heemskerk, Fenny (1919–2007), niederländische Schachspielerin
- Heemskerk, Jacob van (1567–1607), niederländischer Seefahrer und Admiral
- Heemskerk, Jan (1818–1897), niederländischer Rechtsanwalt, Richter und Politiker (Ministerpräsident)
- Heemskerk, Joan (* 1968), niederländischer Medienkünstler
- Heemskerk, Johan van (1597–1656), niederländischer Autor
- Heemskerk, Marianne (* 1944), niederländische Schwimmerin
- Heemskerk, Theo (1852–1932), niederländischer Staatsmann
- Heemskerk, Tim (* 1976), niederländischer Mountainbike- und Cyclocross-Radrennfahrer
- Heemsoth, Bernd (* 1966), deutscher Fußballspieler und -trainer
- Heemsoth, Hermann (1909–2006), deutscher Fernschachgroßmeister
- Heemstra, Aarnoud van (1871–1957), niederländischer Seeoffizier und Diplomat, Gouverneur von Niederländisch-Guayana (Suriname), Gesandter in Mexiko und Spanien
- Heemstra, Phil (1941–2019), US-amerikanisch-südafrikanischer Ichthyologe
- Heemstra, Schelto van (1807–1864), niederländischer Staatsmann

### Heen
- Heen, Arne Randers (1905–1991), norwegischer Schneider, Bergsteiger und Widerstandskämpfer
- Heena, Rezoana Mallick (* 2007), indische Sprinterin
- Heenan, Bobby (1944–2017), US-amerikanischer Wrestling-Manager und KommentatorBobby Heenan (1944–2017)

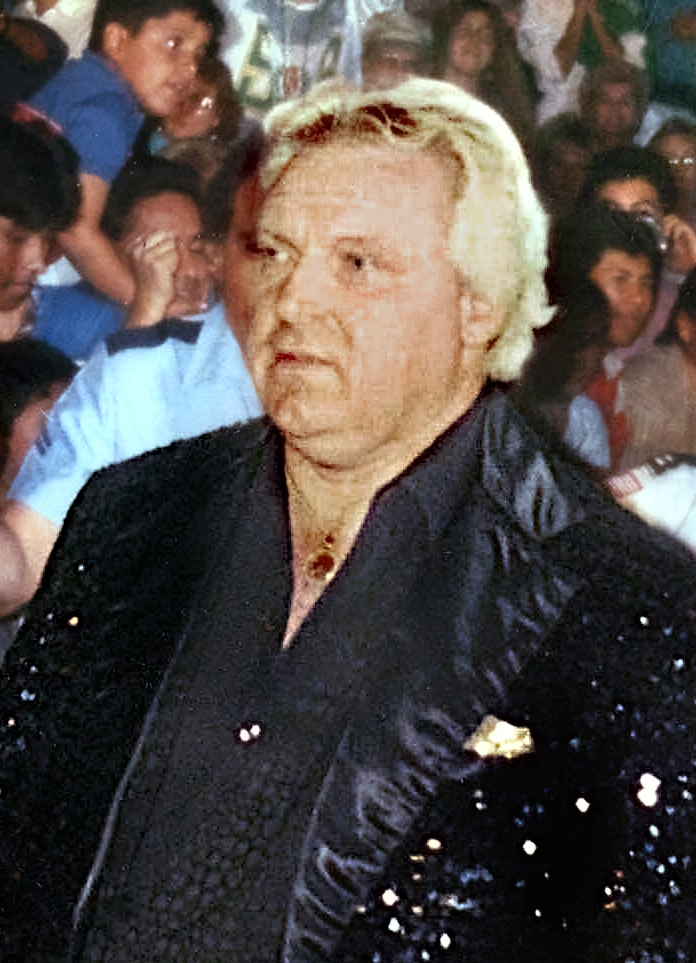
Bobby Heenan (1944–2017)

- Heenan, Brian (* 1937), australischer Geistlicher und emeritierter Bischof von Rockhampton
- Heenan, John C. (1835–1873), US-amerikanischer Boxer in der Bare-knuckle-Ära
- Heenan, John Carmel (1905–1975), britischer Kardinal und Erzbischof von Westminster
- Heendorf, Michael (1964–2017), deutscher Politiker (AfD, zuvor: PDS, CDU)
- Heene, Gerd Volker (1926–2009), deutscher Architekt und Hochschullehrer
- Heene, Hanns (1896–1948), deutscher Mediziner und Gutachter in der T4-Aktion
- Heene, Helmut (* 1936), deutscher Diplom-Kaufmann und Senator (Bayern)
- Heene, Wendelin (1855–1913), Schweizer Architekt des Jugendstil
- Heenen-Wolff, Susann (* 1956), deutsche Psychologin, Psychoanalytikerin, Hochschullehrerin und Publizistin
- Heeno, Mette (* 1976), dänische Drehbuchautorin
- Heenvliet, Liesbeth van (1403–1452), Ordensfrau im Klosters Diepenveen

### Heep
- Heep, Franz (1902–1978), brasilianisch-französischer Architekt deutscher Herkunft
- Heep, Jakob (1893–1956), deutscher Politiker (SPD), MdL
- Heep, Matthias (* 1965), Schweizer Komponist, Chorleiter und Arrangeur
- Heep, Melanie (* 1994), deutsche Fußballspielerin
- Heep, Philipp Jakob (1816–1899), deutscher Pfarrer und provinzialrömischer Archäologe
- Heep, Roland (* 1971), deutscher Drehbuchautor
- Heep-Altiner, Maria (* 1959), deutsche Mathematikerin und Hochschullehrerin
- Heepe, Johannes (1885–1956), deutscher evangelisch-lutherischer Geistlicher
- Heepe, Martin (1887–1961), deutscher Afrikanist
- Heepen, Karin (* 1962), deutsche Politikerin (Bündnis C)

### Heer
- Heer Dietrich, Elisabeth (* 1974), Schweizer Juristin
- Heer von Rapperswil, Adam (1535–1610), Abt des Benediktinerklosters Einsiedeln
- Heer, Adolf (1849–1898), deutscher Bildhauer
- Heer, Alfred (1917–1999), Schweizer Politiker (FDP)
- Heer, Alfred (* 1961), Schweizer Politiker (SVP)Alfred Heer (* 1961)

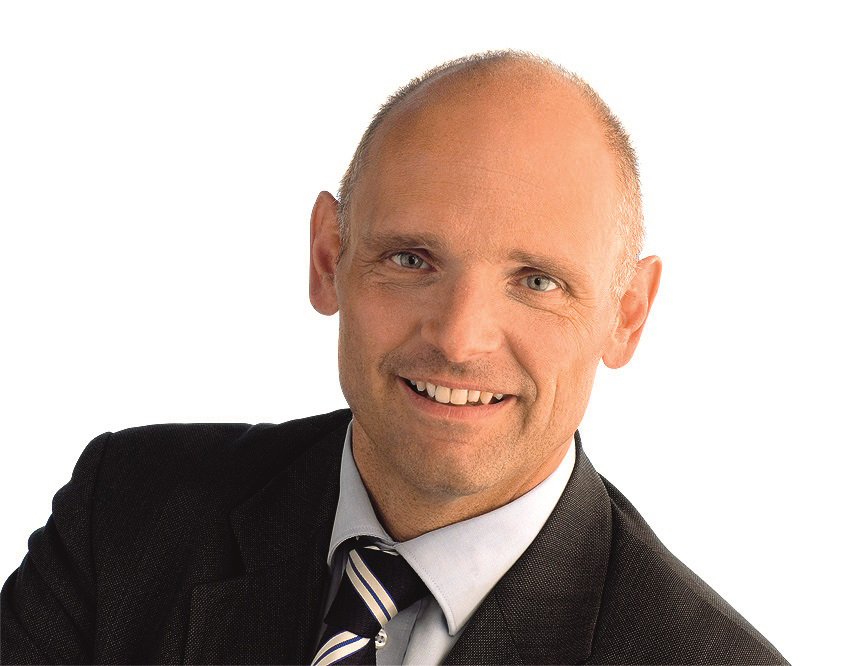
Alfred Heer (* 1961)

- Heer, Anita (* 1972), Schweizer Politikerin (SP)
- Heer, Anna (1863–1918), Schweizer Ärztin
- Heer, Barbara (* 1982), Schweizer Politikerin (SP) und Ethnologin
- Heer, Burkhard (1653–1707), Bibliothekar des Klosters St. Gallen
- Heer, Burkhard (* 1966), deutscher Finanzwissenschaftler
- Heer, Cosmus (1727–1791), 127. Glarner Landammann
- Heer, Florian (* 1978), Schweizer Politiker (GP)
- Heer, Friedrich (1916–1983), österreichischer Schriftsteller, Kulturhistoriker und Publizist
- Heer, Fritz (* 1959), deutscher Leichtathlet und Olympiateilnehmer
- Heer, Gall (1897–1981), Schweizer Ordensgeistlicher und Historiker
- Heer, Georg (1860–1945), deutscher Jurist und Studentenhistoriker
- Heer, Gerhard (* 1955), deutscher Fechter
- Heer, Gottfried (1843–1921), Schweizer Politiker (DP), reformierter Pfarrer und Historiker
- Heer, Gottlieb Heinrich (1903–1967), Schweizer Schriftsteller und Journalist
- Heer, Hannes (* 1941), deutscher Historiker, Regisseur und Publizist
- Heer, Heinrich (1900–1968), Schweizer Politiker (DP)
- Heer, Hieronymus, deutscher Jurist und Oberaltensekretär der Hansestadt Hamburg
- Heer, Jakob (1784–1864), Schweizer Pädagoge
- Heer, Jakob August (1867–1922), Schweizer Bildhauer
- Heer, Jakob Christoph (1859–1925), Schweizer Schriftsteller
- Heer, Joachim (1825–1879), Schweizer Politiker
- Heer, Josef (1865–1932), deutscher Gewerkschaftsfunktionär und Politiker (SPD, USPD)
- Heer, Justus (1840–1886), Schweizer evangelischer Geistlicher
- Heer, Klaus (* 1943), Schweizer Paartherapeut und Sachbuchautor
- Heer, Liliana (* 1943), argentinische Psychoanalytikerin und Schriftstellerin
- Heer, Ludwig (* 1981), deutscher Spitzenkoch, Autor von Kochbüchern und FernsehkochLudwig Heer (* 1981)

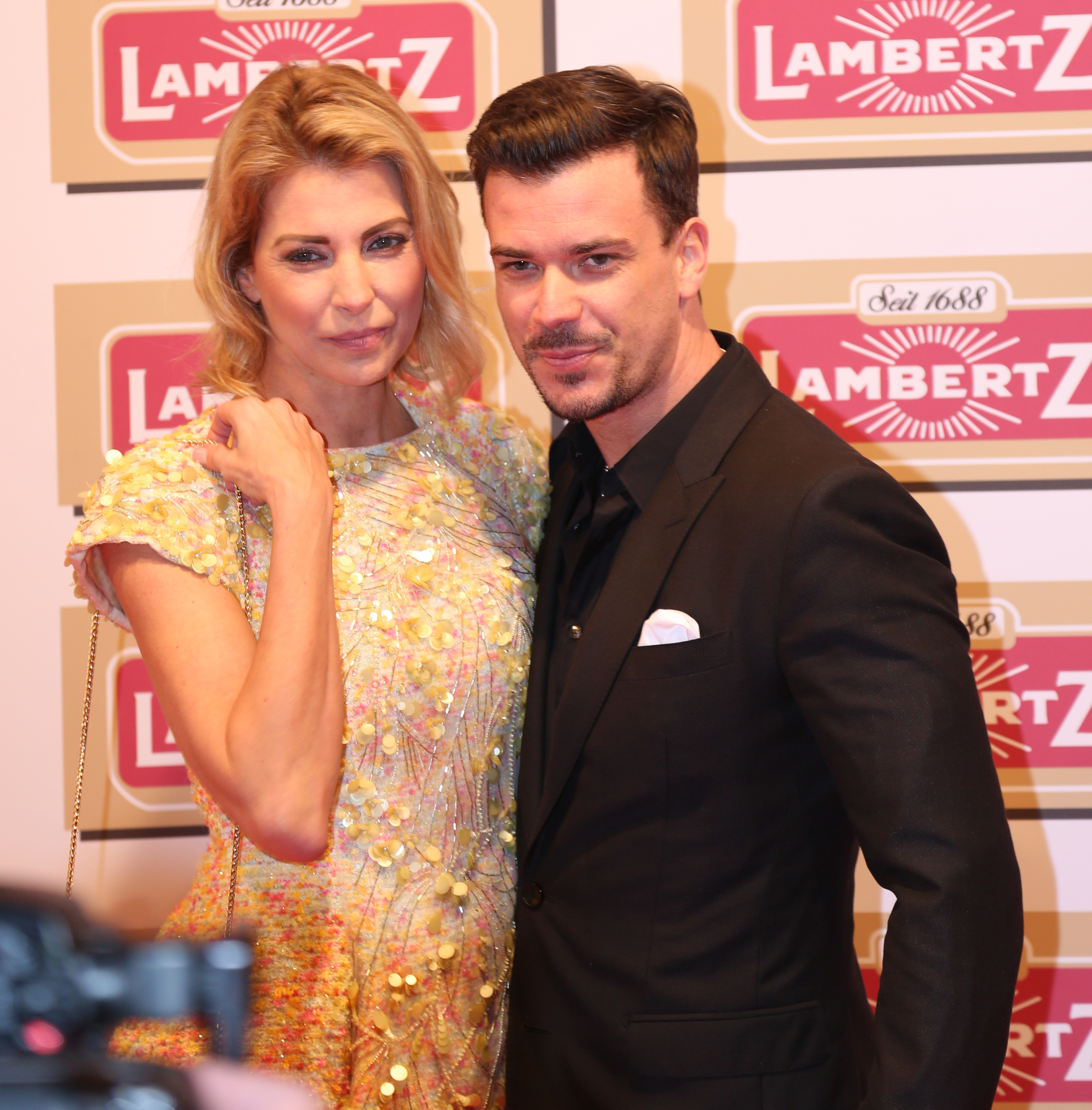
Ludwig Heer (* 1981)

- Heer, Markus (* 1976), Schweizer Politiker (SP)
- Heer, Nicole (* 1996), Schweizer Unihockeytorhüterin
- Heer, Nikolaus von (* 1730), preußischer Major
- Heer, Oswald (1809–1883), Schweizer Paläontologe, Botaniker und Entomologe
- Heer, Paul (1908–1988), deutsch-österreichischer Orgelbauer
- Heer, Roland (* 1959), Schweizer Schriftsteller und Bergsteiger
- Heer, Roman (1761–1804), Schweizer römisch-katholischer Geistlicher
- Heer, Ronny (* 1981), Schweizer Nordischer Kombinierer
- Heer, Rustenus (1715–1769), Benediktiner, Priester, Bibliothekar und Historiker
- Heer, Samuel (1811–1889), Schweizer Spengler, Fotograf und Pionier der Daguerreotypie
- Heer, Ulrich († 1514), Bibliothekar des Klosters St. Gallen
- Heer, Uwe Ralf (* 1965), deutscher Journalist
- Heer, Walter de (* 1949), US-amerikanischer Physiker
- Heer, Willi (1894–1961), deutscher Politiker (NSDAP), MdR
- Heer, Wolfgang (* 1956), deutscher Manager
- Heer, Wolfgang (* 1973), deutscher Rechtsanwalt
- Heeralall, Ahmad Imtehaz (* 1982), mauritischer Fußballschiedsrichter
- Heerbach, Gerhard (* 1923), deutscher DBD-Funktionär, MdV
- Heerbrand, Jacob (1521–1600), deutscher Theologe und Reformator
- Heerbrand, Valentin (1611–1674), Prediger in Canitz bei Oschatz
- Heerbrandt, Gustav (1819–1896), deutsch-amerikanischer Unternehmer und Zeitungsherausgeber
- Heerde, Wilhelm (1898–1991), deutscher Bildhauer und Politiker (NSDAP), MdRWilhelm Heerde (1898–1991)

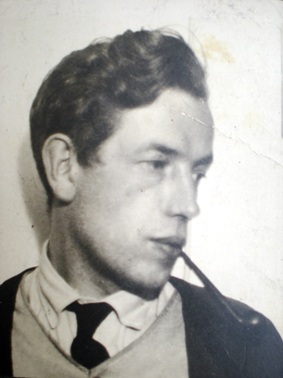
Wilhelm Heerde (1898–1991)

- Heerdegen, Edith (1913–1982), deutsche Schauspielerin
- Heerdegen, Ferdinand (1845–1930), deutscher Altphilologe
- Heerden, Abram Van (1927–2021), südafrikanischer Leichtathlet
- Heerden, Alan Van (1954–2009), südafrikanischer Radrennfahrer
- Heerden, Alex van (1974–2009), südafrikanischer Musiker (Trompete, Akkordeon, Gesang) des Cape Jazz
- Heerden, Chris van (* 1987), südafrikanischer Boxer
- Heerden, Christoff van (* 1985), südafrikanischer Radrennfahrer
- Heerden, Dewald van (* 1991), südafrikanischer Diskuswerfer
- Heerden, Elrio van (* 1983), südafrikanischer Fußballspieler
- Heerden, Etienne van (* 1954), südafrikanischer Schriftsteller
- Heerden, Hans van (* 1935), südafrikanischer Opernsänger (Bariton)
- Heerden, Juan Van (1986–2012), südafrikanischer Radrennfahrer
- Heerden, Marius van (1974–2021), südafrikanischer Sprinter
- Heerden, Steven van (* 1993), südafrikanischer Radsportler
- Heerdt tot Eversberg-Quarles van Ufford, Phil van (1862–1939), niederländische Feministin und Pazifistin
- Heerdt, Franz (1846–1935), Landtagsabgeordneter Großherzogtum Hessen
- Heerdt, Hermann (1900–1959), preußischer Verwaltungsbeamter und Landrat
- Heerdt, Johann Christian (1812–1878), deutscher Landschaftsmaler
- Heerdt, Walter (1888–1957), deutscher Chemiker
- Heere, Gerald (* 1979), deutscher Politiker (Bündnis 90/Die Grünen)
- Heere, Lucas de (1534–1584), flämischer Maler, Poet und Dichter
- Heerema, Jeff (* 1980), niederländisch-kanadischer Eishockeyspieler
- Heereman von Zuydtwyck, Constantin (1931–2017), deutscher Landwirt und Forstwirt sowie Politiker (CDU), MdBConstantin Heereman von Zuydtwyck (1931–2017)

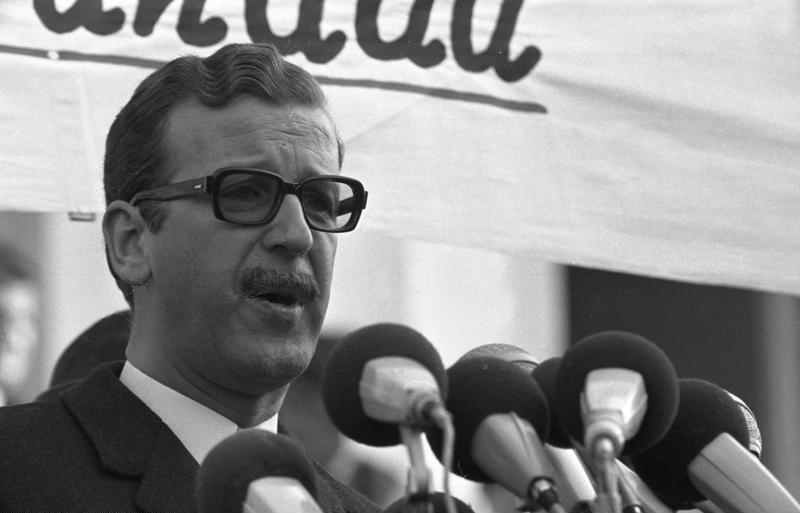
Constantin Heereman von Zuydtwyck (1931–2017)

- Heereman von Zuydtwyck, Franziskus Freiherr (* 1946), deutscher Ordensgeistlicher, Abt von Neuburg
- Heereman von Zuydwyck, Clemens (1832–1903), deutscher Politiker (Zentrum), MdR
- Heereman, Franziskus von (* 1976), deutscher Philosoph
- Heereman, Johannes Freiherr (* 1944), deutscher Wirtschaftsjurist
- Heereman, Sylvester (* 1974), deutscher Ordensgeistlicher
- Heeren, Arnold (1760–1842), deutscher Historiker
- Heeren, Astrid (* 1940), deutsche Schauspielerin und ModelAstrid Heeren (* 1940)

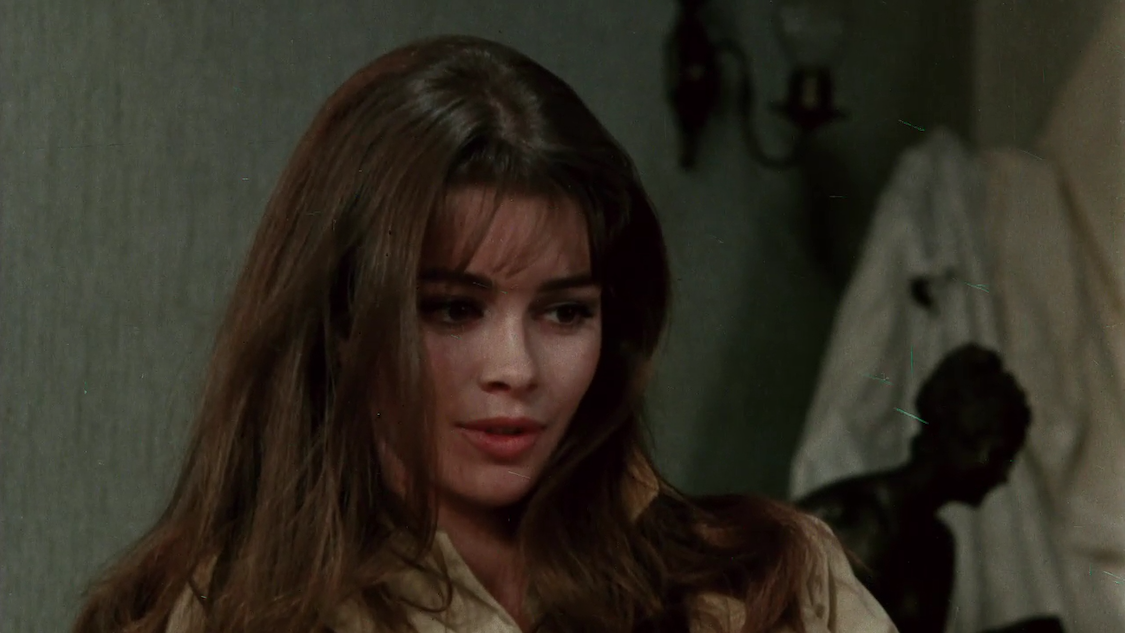
Astrid Heeren (* 1940)

- Heeren, Cor (1900–1976), niederländischer Radrennfahrer
- Heeren, Friedrich (1803–1885), deutscher Chemiker
- Heeren, Heinrich Erhard (1728–1811), deutscher evangelischer Pastor, Lehrer, Prediger am Dom zu Bremen sowie Schriftsteller und Lieddichter
- Heeren, Helga (* 1947), deutsche Richterin am Bundesverwaltungsgericht
- Heeren, Helmut (1942–1999), deutscher Fußballspieler
- Heeren, Henri (* 1974), niederländischer Fußballspieler
- Heeren, Hermann (1688–1745), deutscher evangelischer Geistlicher, Prediger am Dom zu Bremen
- Heeren, Hermann von (1833–1899), Diplomat der Freien Hansestädte und Agrarunternehmer
- Heeren, Irma (* 1967), niederländische Triathletin
- Heeren, Johann Stephan (1729–1804), deutscher Orgelbauer
- Heeren, Minna (1823–1898), deutsche Genremalerin
- Heeren, Oskar Antonio Federico Augusto (1840–1909), peruanischer Diplomat
- Heeren, Peter (* 1965), deutscher Komponist
- Heeren, Viktor von (1881–1949), deutscher Diplomat, Jurist und Offizier; Gesandter in Madrid, Prag und Belgrad
- Heerey, Charles (1890–1967), irischer Ordensgeistlicher, römisch-katholischer Erzbischof von Onitsha
- Heerfordt, Christian (1871–1953), dänischer Augenarzt
- Heerich, Erwin (1922–2004), deutscher Künstler
- Heering, Dieter (* 1937), deutscher Polizist, Polizeipräsident von Hamburg
- Heering, Wilhelm (1876–1916), deutscher Oberlehrer, Botaniker und Naturschützer
- Heeringen, August von (1855–1927), deutscher Admiral und Chef des Admiralstabs
- Heeringen, Edgar von (1941–2019), deutscher Regisseur
- Heeringen, Gustav Adolf von (1800–1851), deutscher Schriftsteller
- Heeringen, Josias von (1850–1926), preußischer Generaloberst, Kriegsminister und VerbandsfunktionäreJosias von Heeringen (1850–1926)

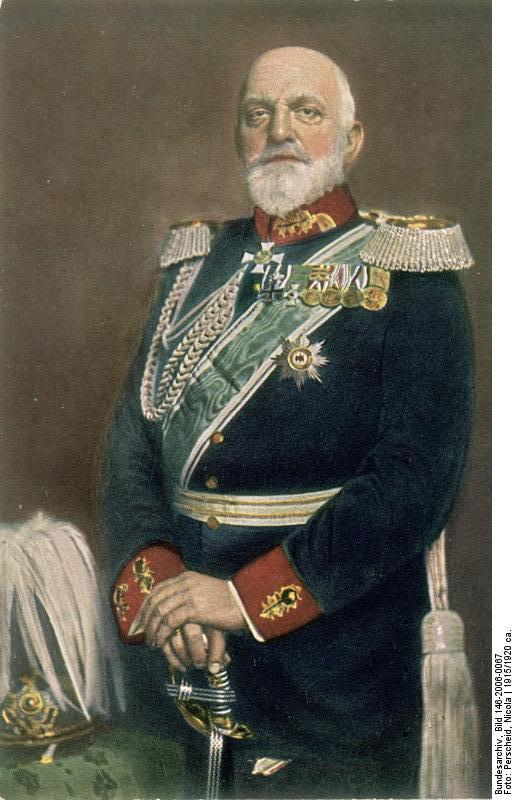
Josias von Heeringen (1850–1926)

- Heeringen, Kurt von (1878–1937), deutscher Freimaurer
- Heerings, Kai (* 1990), niederländischer Fußballspieler
- Heerkens, Joeri (* 2006), niederländisch-tschechischer Fußballtorwart
- Heerkes, Menno (* 1993), niederländischer Fußballspieler
- Heerklotz, Freimuth Karl Konrad (1869–1945), deutscher Ministerialbeamter
- Heerma, Enneüs (1944–1999), niederländischer Politiker des Christen-Democratisch Appèl
- Heerman, Victor (1893–1977), US-amerikanischer Drehbuchautor
- Heermance, Richard V. (1910–1971), US-amerikanischer Filmeditor
- Heermann, Christian (1936–2017), deutscher Autor, Publizist und Karl-May-Biograph
- Heermann, Christian David Alexander von (1777–1849), Prälat und Generalsuperintendent von Ludwigsburg und Schwäbisch Hall
- Heermann, Dieter (* 1955), deutscher Physiker
- Heermann, Ernst (1914–1941), deutscher Fußballspieler
- Heermann, Fritz (* 1896), deutscher NS-Funktionär
- Heermann, George, deutscher Bildhauer
- Heermann, Hans (1900–1996), deutscher Mediziner und Facharzt für Hals-Nasen-Ohrenheilkunde
- Heermann, Hugo (1844–1935), deutscher Violinist
- Heermann, Joachim (1930–2018), deutscher Mediziner und Facharzt für Hals-Nasen-Ohrenheilkunde
- Heermann, Johann (1585–1647), deutscher Kirchenliederdichter der BarockzeitJohann Heermann (1585–1647)

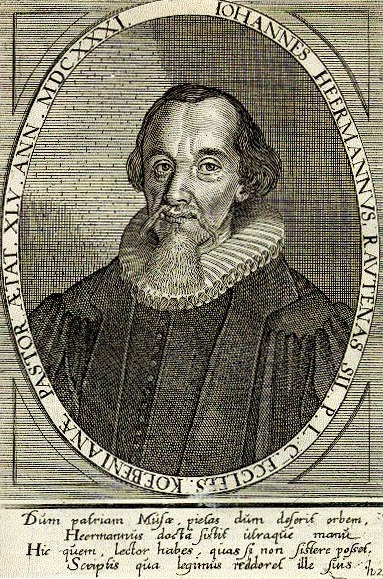
Johann Heermann (1585–1647)

- Heermann, Johann (1897–1976), deutscher Politiker (CDU), MdL
- Heermann, Johann Anton Theodor († 1813), deutscher Architekt, preußischer Baubeamter in Posen
- Heermann, Norbert (1629–1699), Augustiner-Chorherr, Propst des Stiftes Wittingau/Třeboň und Historiograph
- Heermann, Paul († 1732), deutscher Bildhauer
- Heermann, Peter W. (* 1961), deutscher Rechtswissenschaftler
- Heers, Anna Maria de († 1666), flämische Ursuline
- Heers, Jacques (1924–2013), französischer Mittelalterhistoriker
- Heerschop, Cees (1935–2014), niederländischer Fußballspieler
- Heerten, Georg (* 1949), deutscher Bauingenieur
- Heerup, Henry (1907–1993), dänischer Bildhauer, Maler und Komponist
- Heerup, Hjalmar (1886–1961), dänischer Fußballspieler
- Heerwagen, Bernadette (* 1977), deutsche SchauspielerinBernadette Heerwagen (* 1977)

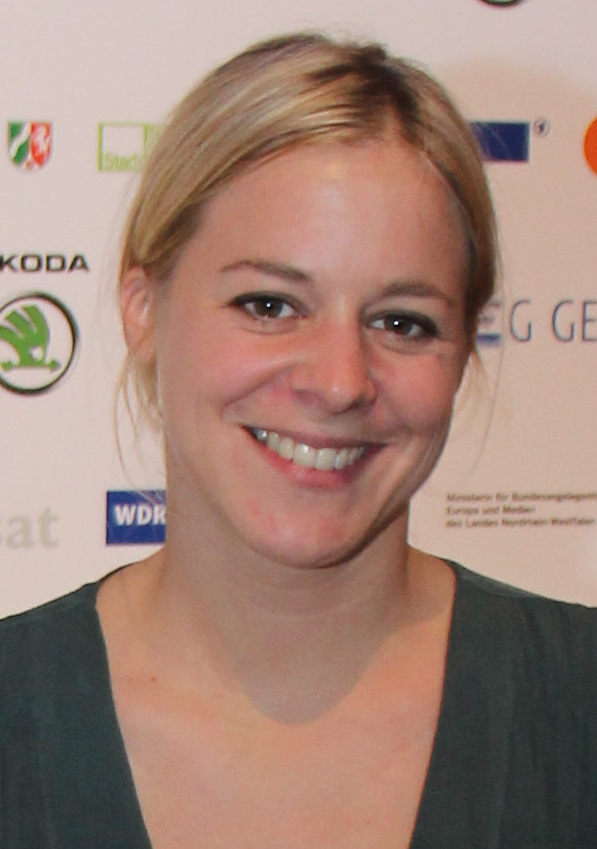
Bernadette Heerwagen (* 1977)

- Heerwagen, Emil (1857–1935), deutscher Orgelbauer
- Heerwagen, Friedrich Ferdinand Traugott (1732–1812), deutscher evangelischer Theologe und Musikwissenschaftler
- Heerwagen, Heinrich (1811–1888), Rektor des Nürnberger Gymnasiums und Lokalhistoriker
- Heerwagen, Philipp (* 1983), deutscher FußballtorhüterPhilipp Heerwagen (* 1983)

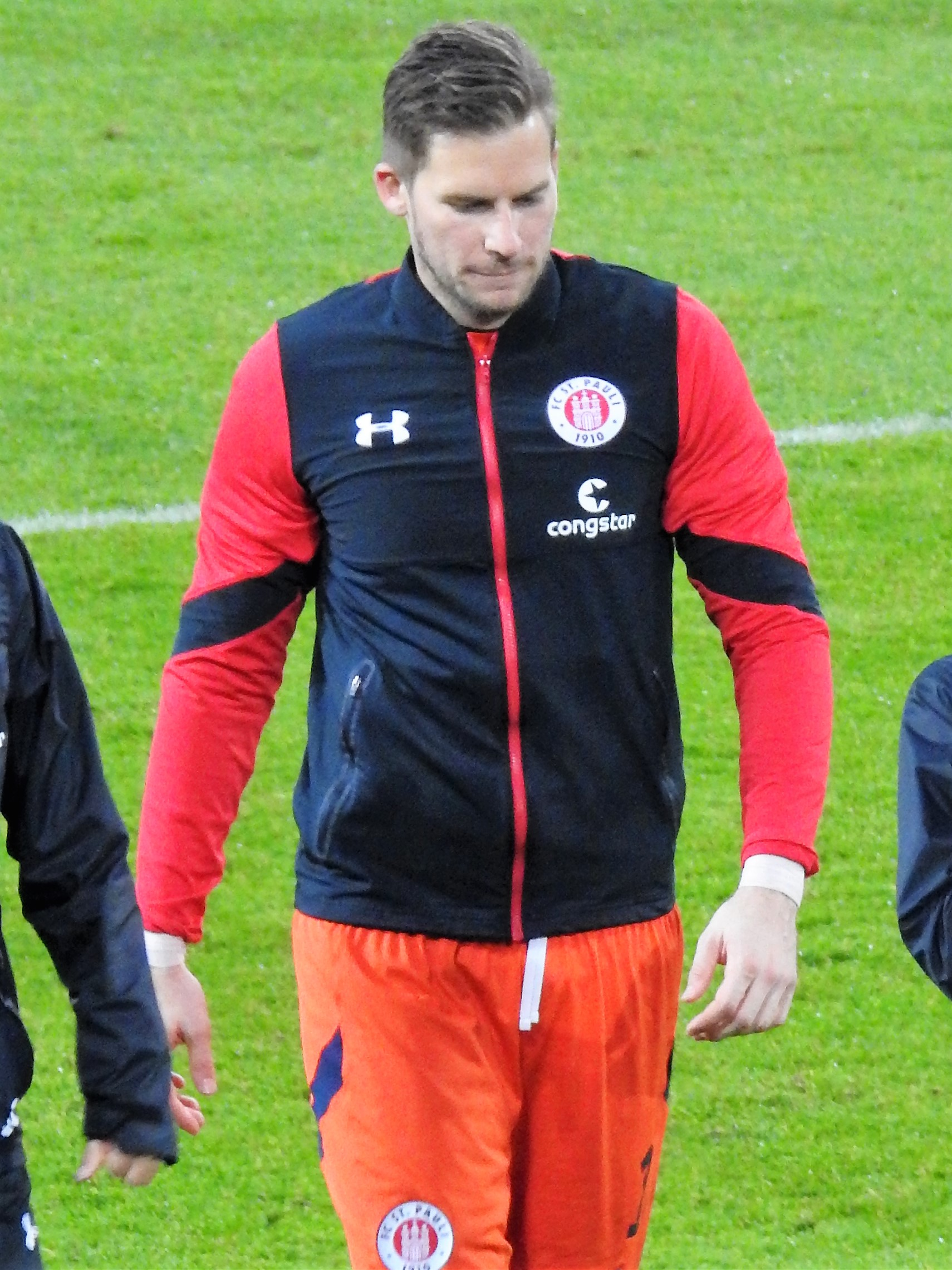
Philipp Heerwagen (* 1983)

- Heerwagen, Wilhelm (1826–1875), deutscher Orgelbauer
- Heerwart, Adolf von (1828–1899), deutscher Politiker
- Heerwart, Eleonore (1835–1911), deutsche Kindergärtnerin, Pädagogin und Schriftstellerin

### Hees
- Hees, Anne Gertraude van (* 1931), deutsche Richterin am Bundespatentgericht
- Hees, Christopher, Tontechniker
- Hees, Dominik (* 1989), deutscher Schauspieler und Musicaldarsteller
- Hees, Gebhard (1926–2009), deutscher Bauingenieur und Professor
- Hees, Georg (1920–2000), deutscher Übersetzer
- Hees, George (1910–1996), kanadischer Politiker
- Hees, Gustav Adolf van (1862–1927), deutscher Zeichner und Maler
- Hees, Jan Willem (1913–1989), niederländischer Marineoffizier und Schauspieler
- Hees, Susanna Sophia Antoinetta van (1776–1863), Schulgründerin und Philanthropin
- Hees, Ulle (1941–2012), deutsche Bildhauerin
- Heesch, Elfi (* 1964), deutsche parteilose Politikerin, Landrat des Kreises Pinneberg
- Heesch, Esther (* 1996), deutsches Model
- Heesch, Florian (* 1974), deutscher Musikwissenschaftler
- Heesch, Hans (1903–1966), deutscher Lehrer und Politiker (CDU)
- Heesch, Heinrich (1906–1995), deutscher Mathematiker und Kristallograph
- Heesch, Katrin (* 1973), deutsche Künstlerin
- Heesch, Martin (* 1964), deutscher Schauspieler und Regisseur
- Heesche, Franz (1806–1876), deutscher Maler, Genremaler und Porträtmaler
- Heeschen, Andreas (* 1960), deutscher Finanzinvestor
- Heese, Conrad (1872–1945), Rechtsanwalt, Justizrat
- Heese, Horst (* 1943), deutscher Fußballspieler und Fußballtrainer
- Heese, Johann Adolph (1783–1862), deutscher Seidenhändler und Fabrikant
- Heese, Luisa (* 1984), deutsche Kuratorin
- Heese, Marianne (1788–1863), deutsche Stiftsgründerin
- Heese, Marie (1825–1853), deutsche Theaterschauspielerin
- Heese, Mark (* 1969), kanadischer Beachvolleyballspieler
- Heese, Otto (1891–1968), kommunistischer Gewerkschaftsfunktionär und deutscher Widerstandskämpfer
- Heese, Wilhelm (1890–1933), deutscher Arbeiter, Mitglied des Reichsbanners Schwarz-Rot-Gold in Hannover, Opfer des Nationalsozialismus
- Heesemann, Jürgen (* 1948), deutscher Medizinischer Mikrobiologe
- Heesen, Anke te (* 1965), deutsche Wissenschaftshistorikerin
- Heesen, Bernd (* 1964), deutscher Ökonom und Hochschullehrer, Professor für Wirtschaftsinformatik
- Heesen, Jessica, Philosophin und Medienethikerin
- Heesen, Julia (* 1976), deutsche Juristin und politische Beamtin
- Heesen, Martha (* 1948), niederländische Kinder- und Jugendbuchautorin
- Heesen, Peter (* 1947), deutscher Philologe und Beamtenfunktionär
- Heesen, Thomas von (* 1961), deutscher Fußballspieler und -trainerThomas von Heesen (* 1961)

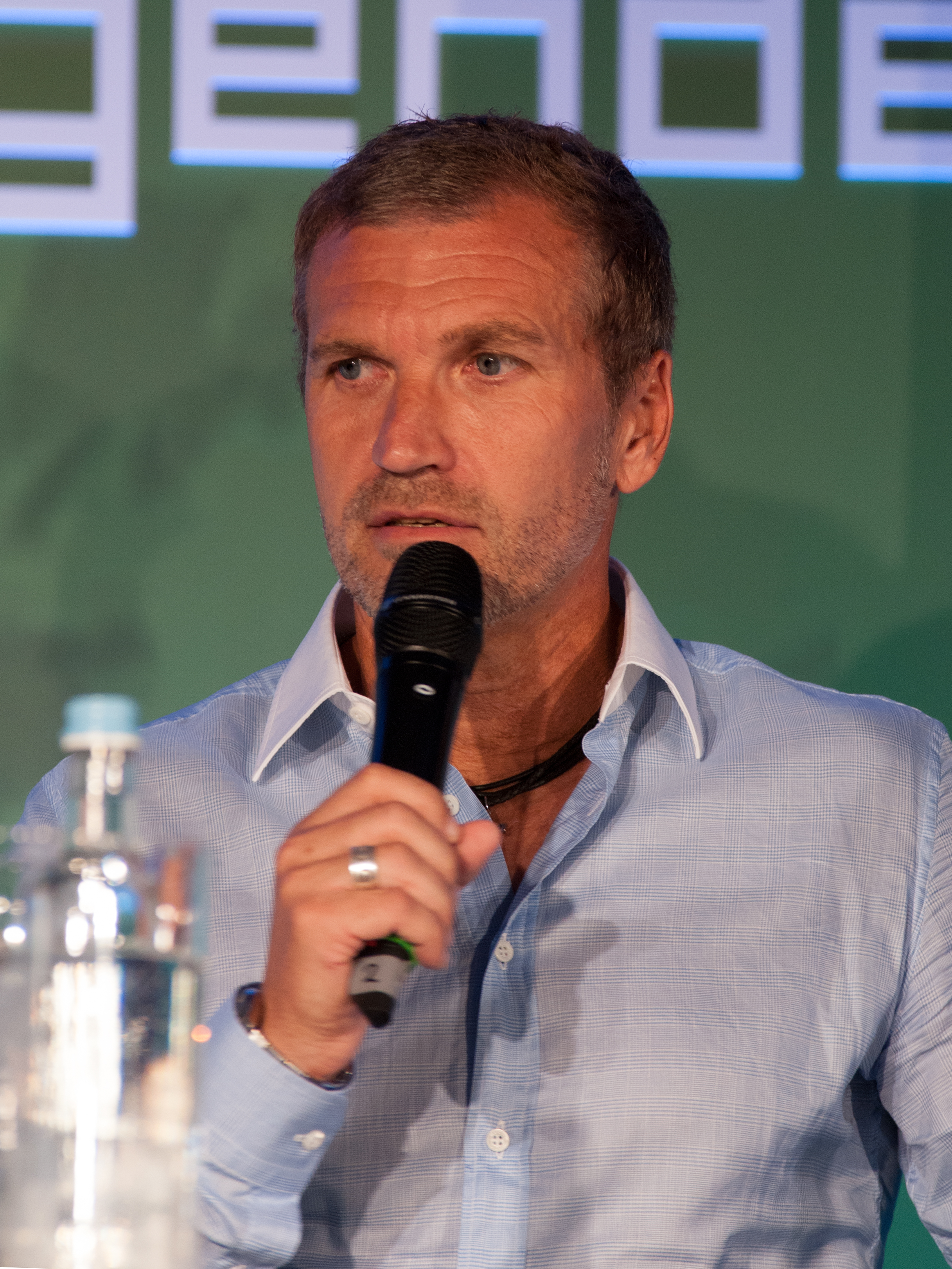
Thomas von Heesen (* 1961)

- Heeser, Carl (1792–1873), nassauischer Politiker
- Heesing, Albert (1926–2015), deutscher Chemiker
- Heespen, Alexander Tilemann von (1677–1738), deutscher Verwaltungsjurist in dänischen Diensten
- Heespen, Anton Günther von († 1723), deutscher Diplomat
- Heespen, Christian Friedrich von (1717–1776), deutscher Jurist, Verwaltungsbeamter und Gutsbesitzer
- Heespen, Wilhelm von (1625–1686), deutscher Kanzleidirektor in Oldenburg
- Heess, Trude (1910–1990), deutsche Schauspielerin
- Heeß, Walter (* 1901), deutscher Polizist, im Dritten Reich Leiter des Kriminaltechnischen Instituts (KTI) im Amt V
- Heeß, Wilhelm (1892–1950), deutscher Bibliothekar und Bibliograf
- Heeßel, Nils P. (* 1970), deutscher Altorientalist
- Heest, Detlev van (* 1956), niederländischer Schriftsteller
- Heesters, Emma (* 1996), niederländische Popsängerin
- Heesters, Johannes (1903–2011), niederländischer Schauspieler und OperettensängerJohannes Heesters (1903–2011)

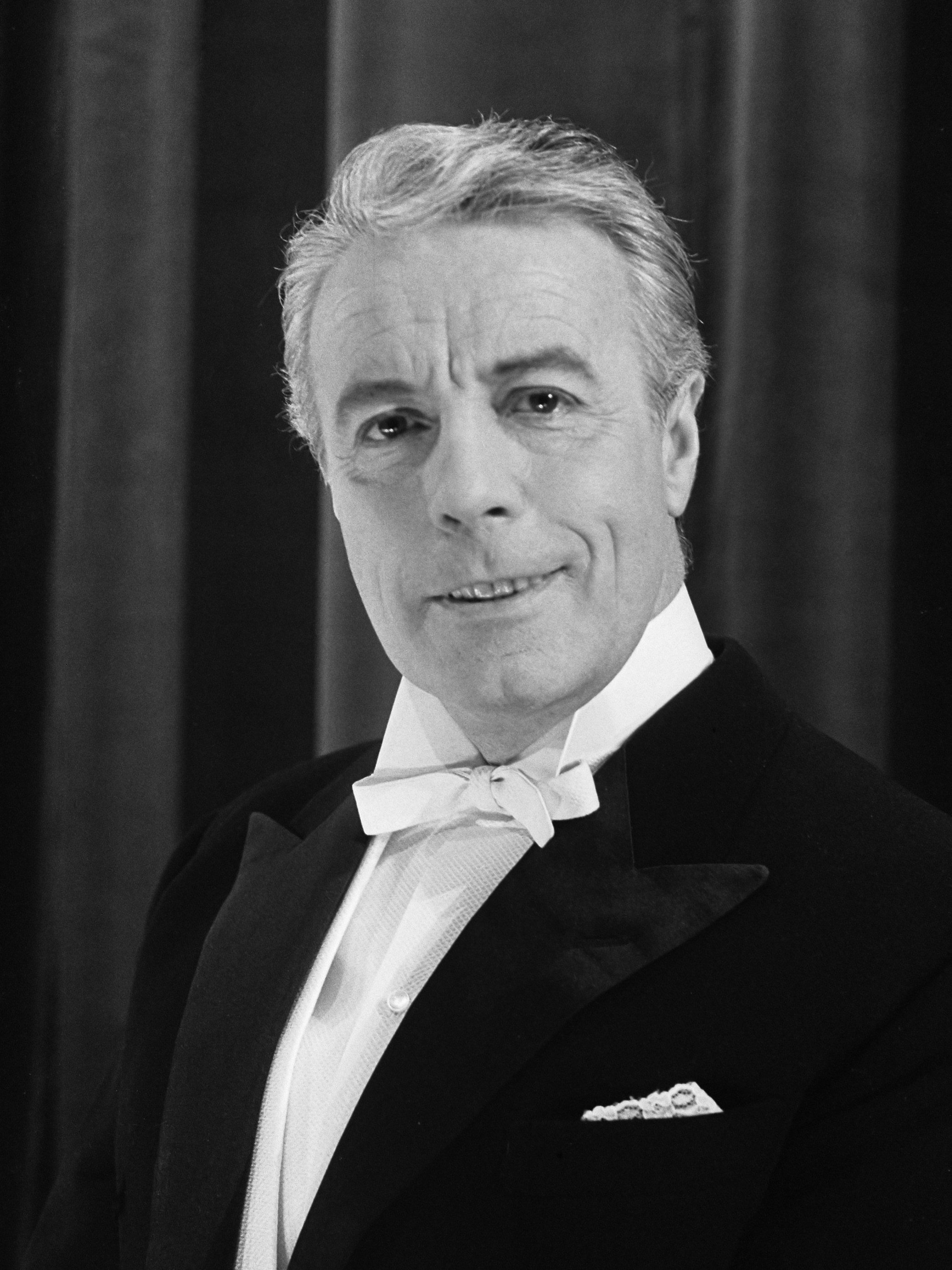
Johannes Heesters (1903–2011)

- Heesters, Nicole (* 1937), deutsche Schauspielerin
- Heeswijk, Max van (* 1973), niederländischer Radrennfahrer
- Heeswijk, Sander van (* 1972), niederländischer Hockeyspieler

### Heet
- Heetel, Klaus (* 1941), deutscher Fußballspieler
- Heeter, Cal (* 1988), US-amerikanischer Eishockeytorwart

### Heev
- Heever, Donovan van den (* 1981), südafrikanischer Schachspieler
- Heever, Elza van den (* 1979), südafrikanische Sopranistin
- Heever, Jennifer Van den (* 1962), namibische Politikerin

### Heez
- Heezen, Bruce C. (1924–1977), US-amerikanischer Geologe